# Maurane
Claudine Luypaerts, nghệ danh là Maurane (phát âm tiếng Pháp: [moʁan]), là một nữ ca sĩ kiêm sáng tác nhạc và diễn viên người Bỉ. Bà sinh ngày 12 tháng 11 năm 1960 tại khu đô thị tự quản Ixelles ở vùng thủ đô Bruxelles và mất ngày 7 tháng 5 năm 2018 tại đô thị tự quản Schaerbeek. Trong những năm đầu sự nghiệp, trước khi lựa chọn dùng nghệ danh là Maurane, bà đã sử dụng hai nghệ danh khác là Claudie Claude và Claude Maurane.
Trong thập niên 1980, Maurane bắt đầu được khán giả biết đến nhờ vai diễn Marie-Jeanne trong phiên bản thứ hai của vở nhạc kịch rock opera Starmania. Các ca khúc nổi tiếng nhất của bà bao gồm "Toutes les mamas" (2001), "Sur un prélude de Bach" (1991) và "Tu es mon autre" (song ca với Lara Fabian năm 2001). Sở hữu chất giọng được đánh giá là ấm áp và mang màu sắc của nhạc jazz, nữ ca sĩ thường được báo chí tôn vinh là "giọng ca vàng của làng nhạc Pháp", cũng như là "giọng hát làm từ nhung lụa".

## Cuộc đời và sự nghiệp

### Thơ ấu và những năm tuổi trẻ
Claudine Luypaerts sinh ngày 12 tháng 11 năm 1960 tại khu đô thị tự quản Ixelles thuộc vùng thủ đô Bruxelles của Bỉ. Cha của bà, ông Guy-Philippe Luypaerts (1931–1999), là một nhà soạn nhạc và là hiệu trưởng của Học viện Âm nhạc thành phố Verviers. Mẹ của bà, bà Jeannie Patureaux, là một giảng viên piano. Kể từ năm 8 tuổi, Luypaerts bắt đầu chuyên tâm vào các hoạt động liên quan đến âm nhạc. Bà học violin trong một khoảng thời gian ngắn, rồi phải dừng học do việc đi học tại trường đã chiếm hết thời gian của bà. Sau đó, bà bắt đầu tự học hát và chơi piano, trước khi chuyển sang học chơi guitar vì thích thú hơn với nhạc cụ này.
Vào năm 1976, Luypaerts đoạt giải nhì trong cuộc thi Visa pour le show. Ngay trong năm sau, bà lấy nghệ danh "Claudie Claude" và ghi danh vào Hội nhạc sĩ Lundis d'Hortense..

### 1979–1988: Buổi đầu sự nghiệp
Vào năm 1979, Claudine Luypaerts tham gia chương trình Jacques Brel en mille temps của Albert-André Lheureux, cùng với các nghệ sĩ Philippe Lafontaine, Daria de Martynoff, Ann Gaytan, Jofroi,... Trong sự kiện này, ông Pierre Barouh, một nhạc sĩ người Pháp và là chủ hãng đĩa Saravah, đã khám phá ra tài năng của nữ ca sĩ. Barouh sau đó đã sản xuất cho những đĩa đơn vinyl 7 inch đầu tiên của bà và bắt đầu phát hành các đĩa này dưới nghệ danh "Claude Maurane" kể từ năm 1980. Từ "Maurane" trong nghệ danh mới ám chỉ đến tên của đạo diễn vở nhạc kịch Starmania, ông Francis Morane. Tuy nhiên, từ này đã được viết khác đi một chút so với từ "Morane" để tránh gây nhầm lẫn với tên của loạt truyện tranh Bob Morane. Dù vậy, thỉnh thoảng nữ ca sĩ vẫn bị ghi nhầm tên thành "Claude Morane" trong một số sách và ở phần ghi công của một số album.
Các đĩa đơn vinyl 7 inch đầu tay của Maurane (gồm "J'me roule en boule" (1980), "Fais soleil" (1982), "T'as pas la pêche" (1984) và "Moi l'argent, toi jeune" (1985)) không đạt được thành công lớn, khiến nữ ca sĩ phải chuyển sang ký một loạt những hợp đồng biểu diễn nhỏ. Bà thường xuyên trình diễn trên các con phố, cũng như tại các café-théâtre. Ngoài ra, Maurane cũng trở thành một ca sĩ hát bè cho nhiều nghệ sĩ khác, tiêu biểu trong số đó có Viktor Lazlo, Jo Lemaire và Philippe Lafontaine.
Sự nghiệp của Maurane chỉ thật sự bắt đầu vào năm 1983, khi bà biểu diễn trên sân khấu đầu tiên trong sự nghiệp tại Le Sentier des Halles ở Paris. Thành công của buổi diễn đã tạo điều kiện để nữ ca sĩ thu âm album đầu tay Danser. Album được phát hành vào năm 1986 và được sản xuất bởi Saravah, les Éditions 23 và Franc'Amour.
Vào năm 1988, đạo diễn nghệ thuật Michel Berger giao cho Maurane vai diễn Marie-Jeanne trong phiên bản thứ hai của vở nhạc kịch rock opera Starmania. Trước đó, nữ ca sĩ kiêm sáng tác nhạc Fabienne Thibeault là người đầu tiên thủ vai nhân vật này vào năm 1978. Phiên bản thứ hai của Starmania gồm nhiều buổi biểu diễn kéo dài trong vòng sáu tháng. Trong khoảng thời gian này, Maurane đã đứng chung sân khấu với nhiều nghệ sĩ nổi tiếng như Renaud Hantson, Sabrina Lory, Wenta, Martine St-Clair, Peter Lorne & anh em Norman và Richard Groulx. Tuy nhiên, không lâu sau, nữ ca sĩ gặp nhiều khó khăn trong việc vừa phải hoàn thành vai diễn, vừa phải duy trì sự nghiệp ca hát. Do đó, bà phải đột ngột dừng biểu diễn trên các sân khấu rock opera. Nữ ca sĩ Réjane Perry đã thay thế Maurane trong các buổi diễn còn lại của Starmania.

### 1989–2011: Thành công tại Bỉ và Pháp
Vào năm 1989, nữ ca sĩ phát hành album phòng thu thứ hai có tựa đề là Maurane. Album đạt được thành công về mặt thương mại khi đạt doanh số 150.000 bản và sản sinh ra một trong những ca khúc nổi tiếng nhất trong sự nghiệp của Maurane: "Toutes les mamas". Thành công của album đã giúp Maurane có cơ hội biểu diễn tại nhà hát Olympia và tổ chức một chuyến lưu diễn trên toàn cầu. Chuyến lưu diễn đi qua nhiều quốc gia và khép lại tại Nhật Bản. Vào năm 1991, Maurane phát hành album Ami ou ennemi. Tiếp nối thành công của album trước, Ami ou ennemi bán được gần 450.000 bản. Vào thời điểm đó, đây là một mức doanh số hết sức thành công. Các ca khúc nổi bật trong album bao gồm "Ça casse signé de Peter Lorne", "Du mal", "Mentir" và đặc biệt là bản ballad "Sur un prélude de Bach" do Jean-Claude Vannier sáng tác. Bài hát này đã đưa sự nghiệp của Maurane sang trang mới và trở thành một trong số những ca khúc nổi tiếng nhất của bà. Ngoài ra, "Qui es-tu Marie Jeanne ?" cũng là một ca khúc tiêu biểu khác trong album. Ca khúc nói về mối quan hệ giữa Maurane và vai diễn của cô trong vở nhạc kịch Starmania.
Vào năm 1994, Maurane vượt qua Céline Dion và Stephan Eicher để giành chiến thắng ở hạng mục Nghệ sĩ tiếng Pháp của năm tại lễ trao giải Victoires de la Musique lần thứ 9.
Suốt chiều dài sự nghiệp, Maurane đã hợp tác với nhiều nghệ sĩ trong những dự án lớn nhỏ khác nhau. Bà từng song ca với những nghệ sĩ như Catherine Lara (ca khúc "La Langue des Anges" năm 1991),  Michel Fugain (ba tiết mục song ca tại lễ hội âm nhạc Francofolies ở La Rochelle vào năm 1996), Eddy Mitchell (trong ca khúc "C'est magique" (1998) do chính Mitchell sáng tác) và Lara Fabian (ca khúc "Tu es mon autre" năm 2001). Ngoài ra, nữ ca sĩ còn hợp tác với Steve Houben và Charles Loos để thành lập bộ tam nghệ sĩ có tên gọi là "HLM" (viết tắt của Houben, Loos, Maurane). HLM đã phát hành hai album vào các năm 1986 và năm 2005.
Các đồng nghiệp đánh giá cao tài năng của Maurane và thường xuyên mời bà tham gia vào những dự án từ thiện. Kể từ năm 1993, bà tham gia chiến dịch chống lại căn bệnh HIV/AIDS cùng với các nghệ sĩ Francis Cabrel, Michel Jonasz, Catherine Lara, Maxime Le Forestier và Alain Souchon. Nhóm sáu nghệ sĩ đã tổ chức một buổi hòa nhạc tại nhà hát Olympia để quyên góp cho tổ chức Sol En Si (viết tắt của "Solidarité Enfants Sida", tạm dịch: Đoàn kết những trẻ em mắc HIV/AIDS) và phát hành một album trực tiếp. Bốn năm sau, nữ ca sĩ Zazie cũng tham gia biểu diễn cùng với nhóm nghệ sĩ. Những năm sau đó, nhiều album phòng thu và album trực tiếp của sự kiện được phát hành. Số lượng những người thực hiện chương trình cũng tăng lên theo thời gian. Từ năm 1996 đến năm 2013, Maurane cũng đều đặn biểu diễn trong 14 sự kiện hòa nhạc của nhóm nghệ sĩ Les Enfoirés để hỗ trợ cho tổ chức từ thiện Les Restos du cœur. Sau đó, vì cảm thấy thiếu động lực, nữ ca sĩ đã ngừng tham gia các sự kiện của nhóm nghệ sĩ từ thiện này.
Vào năm 2003, Maurane trở lại phát triển sự nghiệp của bản thân và phát hành album Quand l'humain danse. Album là kết quả của việc cộng tác với nhiều đồng nghiệp và thể hiện những khía cạnh khác nhau trong đời sống riêng của nữ ca sĩ. Các nhạc phẩm trong album được sáng tác bởi Jean-Jacques Goldman, Daniel Lavoie, Louise Forestier, Gildas Arzel và Jean-Claude Vannier. Album cũng gồm những bản song ca với các nghệ sĩ Marc Lavoine (ca khúc "Un pays mais"), Lara Fabian (ca khúc "Mais la vie") và Véronique Sanson (ca khúc "Petites minutes cannibales"). Các bản song ca đều do Peter Lorne soạn nhạc và viết lời.

## Giải thưởng và tôn vinh

### Giải thưởng
- 1983: Giải ca khúc xuất sắc nhất tại Festival de Spa – cho "Petite chanson sans problème"
- 1986: Giải Rapsat-Lelièvre
- 1989: Giải Octave của RFI[4]
- 1989: Giải thưởng tại Festival d'été de Québec[4]
- 1994: Giải Victoire de la musique ở hạng mục Nghệ sĩ/ nhóm nhạc tiếng Pháp của năm
- 1998: Giải Oscar de la chanson française (cùng với nhà soạn nhạc, nhạc sĩ Peter Lorne) – cho "L'un pour l'autre"[4]

### Huân chương danh dự
- 2003:  Huân chương Nhà vua cấp Hiệp sĩ của Vương quốc Bỉ[15]
- 2011:  Huân chương Nghệ thuật và Nhân đạo cấp Sĩ quan[16] và cấp Hiệp sĩ (2001)[17]

## Danh sách đĩa nhạc

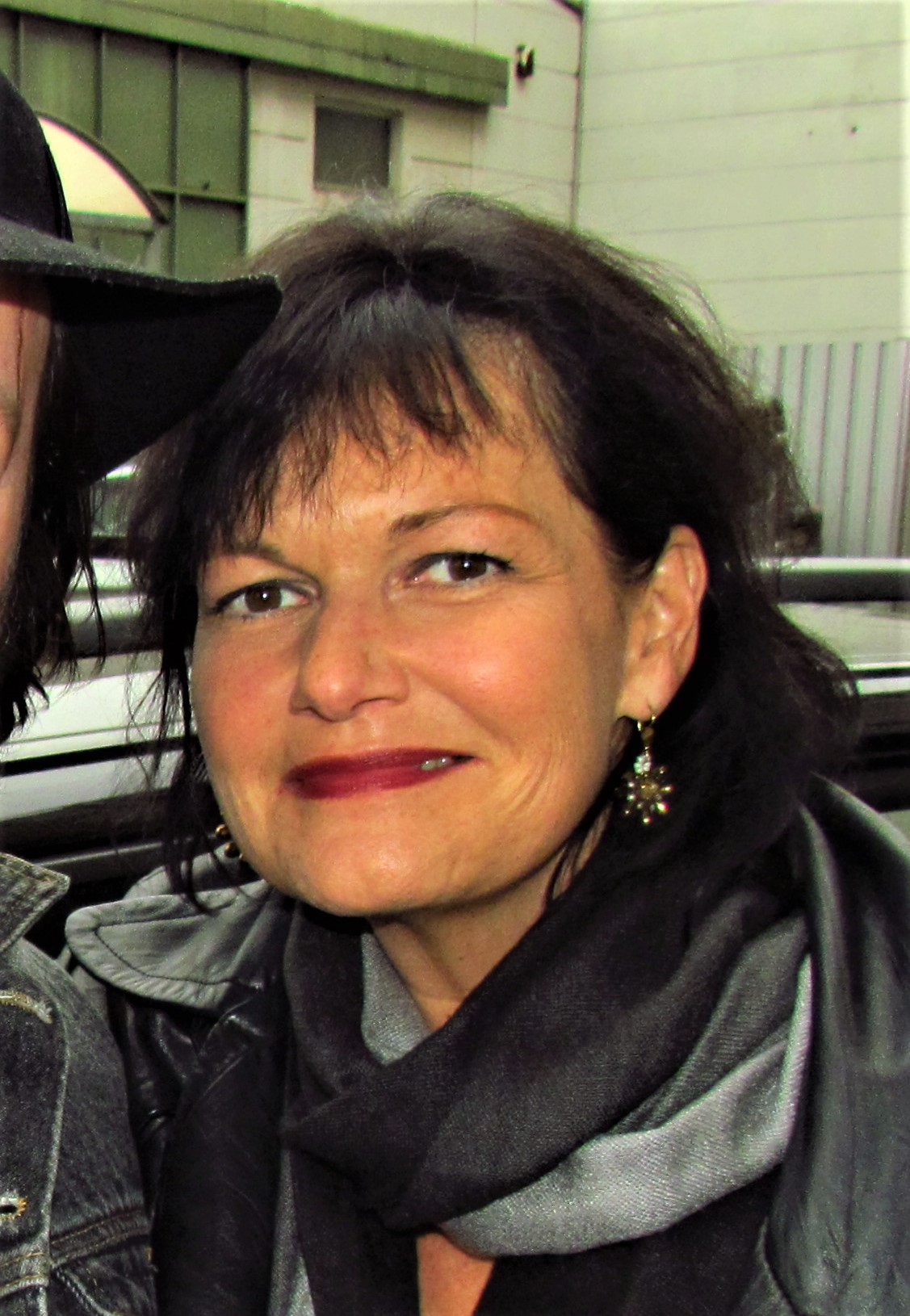
Maurane tại Charleroi vào năm 2012, thời điểm trước khi bà tổ chức chuyến lưu diễn.

### Album phòng thu
- 1986: HLM (thu âm cùng Steve Houben và Charles Loos)
- 1986: Danser
- 1989: Maurane
- 1991: Ami ou ennemi
- 1995: Différente
- 1998: L’un pour l’autre
- 2000: Toi du monde
- 2003: Quand l’humain danse
- 2005: Un ange passe (thu âm cùng Steve Houben và Charles Loos)
- 2007: Si aujourd'hui
- 2009: Nougaro ou l’espérance en l’Homme
- 2011: Fais-moi une fleur
- 2014: Ouvre
- 2018: Brel (phát hành sau khi mất)

### Album trực tiếp
- 1994: Maurane ? Une fille très scène (thu âm tại nhà hát Olympia vào năm 1993)
- 1999: Maurane à l'Olympia
- 2004: L’heureux tour (thu âm tại Grand Théâtre ở thành phố Luxembourg)
- 2012: Carnet de Mô (gồm 1 CD tuyển tập và 1 CD thu âm trực tiếp tại FrancoFolies de Montréal)
- 2013: Live (thu âm tại FrancoFolies de Montréal vào năm 2012, chỉ phát hành tại Québec)

## Danh sách phim
- 1987: Carnaval của Ronny Coutteure: vai Marina
- 1998: Le Comptoir của Sophie Tatischeff: vai Joëlle
- 2005: Palais royal ! của Valérie Lemercier: vai chính mình
- 2010: La Tête en friche của Jean Becker: vai Francine
- 2014: Bon Rétablissement ! của Jean Becker: vai Françoise
- 2018: Le Collier rouge của Jean Becker: vai bà chủ